# .ec
.ec је највиши Интернет домен државних кодова (ccTLD) за Еквадор.